# St. Barnabas Anglican Chapel, St. Kitts
St. Barnabas Anglican Chapel ist eine kleine anglikanische Kirche in Saint George Basseterre in St. Kitts und Nevis.

## Geschichte
Die Kirche entstand auf dem Land eines ehemaligen Hospitals, welches der Gouverneur Philippe Lonvillier De Poincy 1639 errichten lassen hatte. Um 1700 wurde das Spital im Zuge der Besitzerwechsel in St. Kitts zerstört. Hugenotten, die sich mittlerweile auf der Insel angesiedelt hatten, baten darum, auf dem Gelände eine Kirche errichten zu dürfen. Als 1726 der französische Einfluss endete, baten die Hugenotten wiederum darum, die Kirche behalten zu dürfen, was ihnen auch gestattet wurde. Als die hugenottische Gemeinde ausstarb, übernahm die anglikanische Kirche das Gebäude. Es werden noch immer regelmäßig Gottesdienste abgehalten.

## Architektur
Die Kirche steht in der Malone Avenue und besteht aus einer schlichten Halle aus Steinmauern mit jeweils drei Fenstern auf beiden Seiten und einem rechteckigen Anbau nach Osten. Das Dach ist ein einfaches Satteldach.